# Kościół św. Jakuba Większego w Kamieńcu
Kościół Świętego Jakuba Większego w Kamieńcu – rzymskokatolicki kościół parafialny znajdujący się we wsi Kamieniec w powiecie gnieźnieńskim.

## Historia
Świątynia wybudowana w latach 1722–1724. Wzniesiona z fundacji Jana Cieńskiego zakonnika trzemeszeńskiego. Remontowana w 1902, 1931 – dach został na nowo pokryty i 1948 roku. Poddany restauracji w 2002 roku.

## Architektura i wyposażenie
Świątynia drewniana, o jednej nawie, posiadająca konstrukcję zrębową. Orientowana, wzniesiona na planie krzyża łacińskiego. Boczne kaplice, czworoboczne, tworzą pozorny transept. Prezbiterium o szerokości nawy, zamknięte trójbocznie z dwiema wąskimi zakrystiami z lewej i prawej strony. Wieża posiada konstrukcję słupowo–ramową, o trzech kondygnacjach, mająca kruchtę w przyziemiu. Zakończona gontowym dachem ostrosłupowym. Dach o jednej kalenicy, pokryty gontem. W części środkowej wieżyczka na sygnaturkę, zakończona ostrosłupowym daszkiem gontowym. Wewnątrz sufit płaski z fasetą. Chór muzyczny z 2 połowy XIX wieku, podparty dwoma słupami z rokokowym prospektem organowym z 2 połowy XVIII stulecia. Belka tęczowa ozdobnie wygięta z późnogotycką Grupą Ukrzyżowania z połowy XVI stulecia. Ołtarz główny i ambona późnobarokowe z lat 1722–1724. Ołtarze boczne barokowe z 2 połowy XVII stulecia.

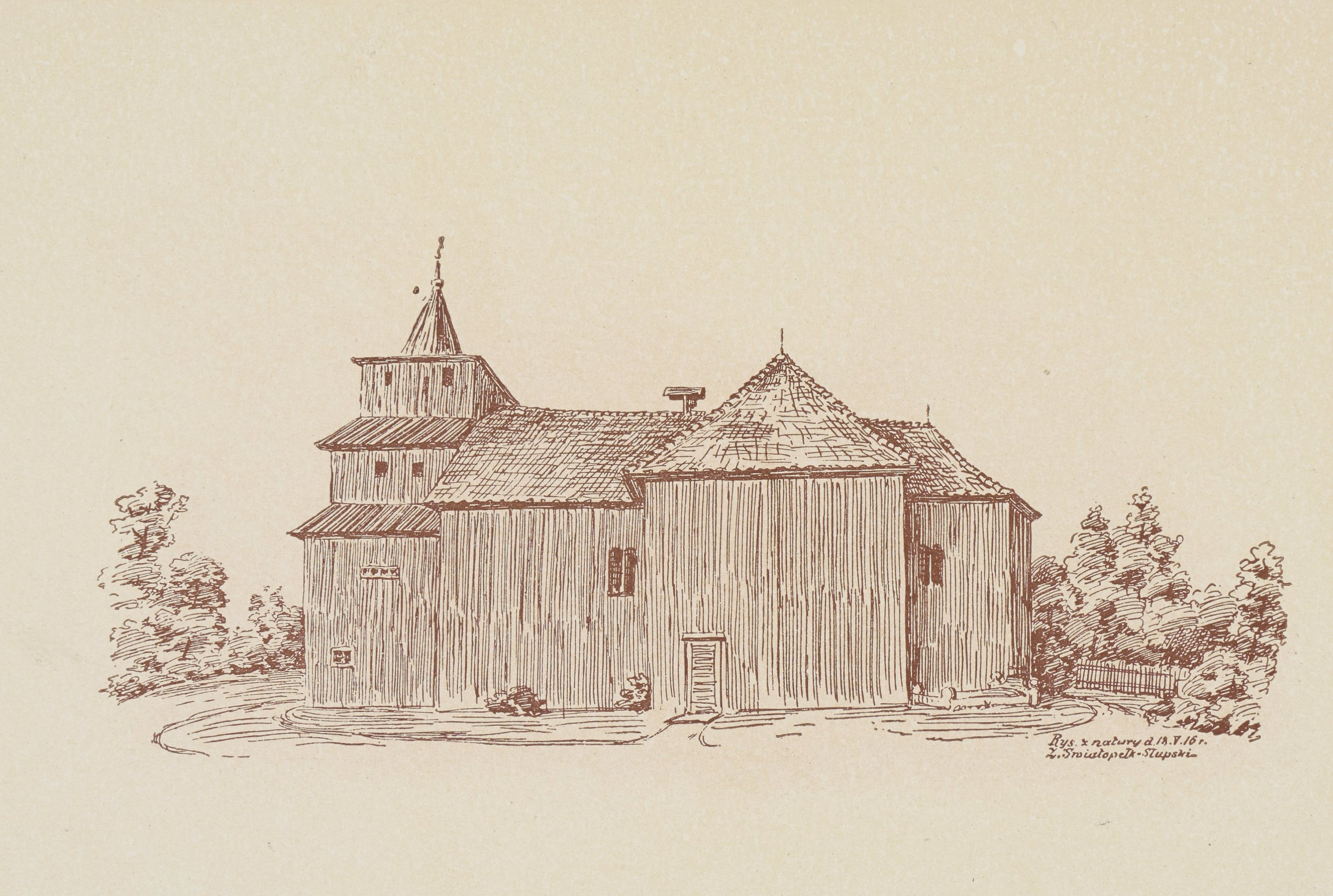
Kościół – 1917 rok